# Нух I Самані
Нух I Самані (*نوح یکم سامانی, д/н — 954) — володар (емір) Саманідської держави у 943–954 роках. Повне ім'я Абу Мухаммед Нух ібн Наср. Також звався Амір Хамід.

## Життєпис
Походив з династії Саманідів. Син еміра Насра II. У 943 році брав участь в поваленні батька. Після отримання влади у 943–944 роках влаштував репресії проти представників секти карматів.
Разом з тим стикнувся з численними повстаннями у Хорезмі та Тусі. У 945 році повстав намісник Чаганіані. Їх підтримав дядько Нуха — Ібрагім ібн Ахмад. Останній в 947 році відняв у Нуха I столицю Бухару. Але Нух скористався нездатністю Ібрагіма володарювати й швидко його захопив. За наказом еміра Ібрагіма бен Ахмада осліплено, а двоюрідних братів еміра страчено.
У 947 році провінції Гурган та Табаристан захопив рід Зійридів. На час правління приходиться посилення намісника Абу Алі Чагані, який у 948 році став управителем провінції Чаганіані, а 952 року — Хорасану. Нух I дозволив останньому вести війну з династією Буїдів. Втім Абу Алі Чагані фактично вів самостійну політику. Все це призвело до позбавлення Чагані посади, але той втік до Буїдів, завдяки яким отримав від каліфа аль-Муті право керувати Хорасаном. В цей момент помирає емір у місяць рабі-аль-авваль 954 року, передавши владу синові Абд аль-Маліку.